# 981
Cette page concerne l'année 981  du calendrier julien. Pour l'année 981 av. J.-C., voir 981 av. J.-C.
L'année 981 est une année commune qui commence un samedi.

## Événements
- 14 février : consécration de l'église abbatiale de Cluny II par Hugues, archevêque de Bourges[1].
- 27 mars, Pâques : l'empereur Otton II le Roux est à Rome où il réunit un grand concile réformateur à la basilique Saint-Pierre[2]. Il a une entrevue avrec le duc des Francs Hugues Capet[3]. Il fait massacrer les seigneurs et les magistrats soupçonnés d'infidélité à son égard lors d'un banquet tenu au Vatican[4].
- Mars : la mort de Pandulf Tête de Fer brise son œuvre d'unification des principautés lombardes d'Italie du Sud[5]. Spolète, Salerne et Bénévent s'affranchissent de la tutelle de Capoue.
- 11 mai - 27 juillet : campagne du gouverneur du califat de Cordoue Ibn Abi Amir contre Calatayud et les territoires contrôlés par son beau-père Ghâlib[6].
- Été[7] : L'empereur Otton II se rend en Italie du sud, où les Byzantins et les musulmans font alliance contre lui.
- 10 juillet : victoire d'Ibn Abi Amir sur son beau-père Ghâlib, allié aux chrétiens à San Vicente ; ses troupes assiègent Ramire III de León à Zamora, pillant la ville et ses environs[8].
- Août : Ibn Abi Amir bat une coalition de chrétiens[9] à Rueda ; il prend et détruit Simancas. Rentré à Cordoue, il prend le titre d'al-Mansur (Almanzor, le victorieux)[8].
- Novembre : le général byzantin Bardas Phocas attaque Alep[10].

- Début du règne de Louis III, fils de Lothaire, roi d’Aquitaine[11].
- Vladimir Ier de Kiev s’empare de Czerwień (pl) et de Przemyśl, en Ruthénie rouge, au détriment des Polonais[12].